# Cascha
A Cascha egy hangszereket gyártó német vállalat, főként az ukuleléikről ismert.

## Termékek

### Ukulelék
A belépő szinttől kezdve egészen a felső kategóriáig gyártanak ukuleléket.

#### Belépő szint
Linden Series: Ebből a szériából eredetileg csak szoprán méretben volt vásárolható, most már koncert méretben is kapható. 7 színben kapható, ezenkívül egy festett és a natúr.

#### Haladó szint
Mahogany Series: Ebben a szériában szoprán, koncert, tenor és most már bariton méretben is van. Ezek az ukulelék mahagóniból készültek, a neve is innen származik.
A Mahogany Series a legeladottabb Cascha termékek.
Ez a széria már sokkal minőségibb hangzást és külsőt ad. A szoprán 5 színben és natúr színben kapható. A koncert feketében vagy natúr színben kapható, a tenor szintén. A bariton már csak natúr színben. A szoprán, koncert és a tenor kapott elektroakusztikus verziót és bal kezes verziót is.
Art Series: Ez a széria teljesen ugyan az mint a Mahogany Series csak itt 12 ráfestett minta közül lehet választani és nincs se elektroakusztikus verzió, se bal kezes.
Spruce Solid Top Series: Ez szintén ugyan az mint a Mahogany Series csak itt a teteje lucfenyőből készült. Ennél szintén nincs se elektroakusztikus verzió, se bal kezes.
Bamboo Series: Ennél a szériánál Szoprán, Koncert és Tenor ukulelék vannak. Grafit és natúr színben kapható. Ezek az ukulelék bambuszból készültek, a neve is innen származik.

#### Felső szint
Acacia Series: Ez a széria már minőségibb megjelenést ad. Ennél érdekes módon elmarad az eredeti szoprán méret, csak koncert és tenor van. És szintén érdekes módon nincs ebből se elektroakusztikos verzió, se bal kezes. Itt két verzió van, amelyik teljesen akáciából van és amelyiknek csak a teteje akácia és a többi része mahagóni. Ennek is van elektroakusztikus verziója.

### Gitárok
Klasszikus gitárok:
Student Series:
-1/2
-3/4
-4/4
Stage Series:
-3/4
-4/4
Performer Series:
-4/4
Akusztikus gitárok:
Student Series:
- Dreadnought Natural
- Dreadnought Black
Stage Series:
-Dreadnought with Spruce Top
Performer Series:
Dreadnought Guitar, Spruce Solid Top

### Furulyák
Fa: Descant Recorder
Műanyag: Soprano Descant Recorder
Flötenlilli Recorder - German fingering

### Szájharmonikák
A Cascha bár főként az ukuleléiről ismert, a szájharmonikáik is nagy népszerűségnek örvendenek.
Blues Series: Blues Harmonica
Special Series: Special Blues Harmonica in C Diatonic
Professional Blues Series: Professional Blues Harmonica in C Diatonic
Master Edition Series: Master Edition Blues Harmonica in C Diatonic
Ocean Rock Series: Ocean Rock Blues Harmonica in C Diatonic  
Ocean Rock Blues Harmonica in C Diatonic, black
Chromatic Harmonicas: Chromatic 10-40 Blues Harmonica
Tremolo Harmonica: Special Tremolo Harmonica in C major
Fun Series: Fun Blues Harmonica (vörös, zöld, kék, narancssárga, átlátszó)

### Kalimbák

#### Belépő szint
Kalimba Mahagony 10

#### Haladó szint
Kalimba Mahagony 17

### Kazoo
5 színben kapható.

### Trombiták
Trumpet Fox trumpet

### Hegedűk
Violin Set 4/4
Violin Set 3/4
Violin Set 1/2
Violin Set 1/4

## Forrás
Cascha - Passion For Music. www.caschamusic.com. (Hozzáférés: 2023. február 7.)